# Carl Alfred Müller
Carl Alfred Ernst Müller (auch Karl Alfred Ernst Müller, * 20. November 1855 in Rudolstadt; † 13. Juni 1907 in Berlin) war ein deutscher Botaniker. Sein botanisches Autorenkürzel lautet „C.A.Müll.“

## Leben
Carl Müller war der Sohn des Gürtlermeisters und Berliner Lampenfabrikanten Carl August Müller und dessen Ehefrau Wilhelmine, geborene Hoffmann. Er besuchte die Friedrichswerdersche Gewerbeschule in Berlin und studierte anschließend von 1876 bis 1880 Naturwissenschaften an der Universität Berlin. In dieser Zeit leistete er von April 1878 bis April 1879 im Kaiser-Franz-Grenadier-Regiment seine Militärpflicht ab. Für seine Bearbeitung der von der Berliner Philosophischen Fakultät gestellten Preisaufgabe Über die Pflanzengallen im weitesten Sinn des Wortes wurde er mit dem königlichen Preis der Philosophischen Fakultät der Universität Berlin ausgezeichnet. 1881/82 war er bei Nathanael Pringsheim und bei Leopold Kny Privatassistent.
Carl Müller bestand im Februar 1882 das Examen „pro facultate docendi“ und wurde 1883 mit seiner Dissertation Neue Helminthocecidien und deren Erzeuger zum Dr. phil. promoviert.
Nach seinem Examen war er Probekandidat bei der Luisenstädtischen Realschule in Berlin, Hilfslehrer an der Friedrich-Werderschen Oberrealschule und von 1883 bis 1886 Lehrer an der Schule zum Heiligen Kreuz.
1886 wurde er Assistent am Institut für Pflanzenphysiologie der Universität und am Botanischen Institut der Landwirtschaftlichen Hochschule in Berlin. 1892 habilitierte er sich an der Landwirtschaftlichen Hochschule und lehrte bis 1906 vorwiegend Bakteriologie. 1896 wurde ihm der Professortitel verliehen.
1895 erhielt er auch an der Königlich Technischen Hochschule zu Berlin eine Dozentur für allgemeine und spezielle Botanik und hielt Mikroskopie-Kurse ab. Zudem unterrichtete er an der Königlichen Gärtnerlehranstalt am Wildpark bei Potsdam (seit 1903 in Dahlem), wo er Vorsteher der Pflanzenphysiologischen Abteilung wurde.
Sein wissenschaftlicher Schwerpunkt lag auf dem Gebiet der durch Würmer erzeugten Pflanzengallen (Helminthologie) und der Bakteriologie sowie in der mikroskopischen und physiologisch-chemischen Erforschung der Pflanzenhistologie. Carl Müller bereitete mit seinen Arbeiten die Grundlagen für neue Spezialdisziplinen der angewandten Botanik, wie der Phytopathologie und Parasitologie, aber auch der Anwendung der Mikro- und Nahrungsmittelchemie in der Botanik.
Carl Müller war Mitglied der Deutschen Pharmazeutischen Gesellschaft, wurde 1883 Ehrenmitglied der Gesellschaft Naturforschender Freunde zu Berlin und 1890 als Nachfolger von Alexander Tschirch Sekretär der Deutschen Botanischen Gesellschaft. 1891 wurde er Ehrenmitglied im Gartenbauverein in Potsdam.
Am 4. Januar 1892 wurde Carl Alfred Ernst Müller zum Mitglied (Matrikel-Nr. 2936) der Leopoldina gewählt.
Er war seit seiner Jugendzeit ein begeisterter Turner und wirkte die letzten Jahre seines Lebens als Vorsitzender der Berliner Turnerschaft.
Carl Müller war seit 1889 mit seiner Frau Marie, geborene Boébé, verheiratet. Das Ehepaar hatte einen Sohn.

## Schriften
- Neue Helminthocecidien und deren Erzeuger. Inaugural-Dissertation, Berlin 1883
- Medicinalflora. Eine Einführung allgemeine und angewandte Morphologie und Systematik der Pflanzen, mit besonderer Rücksicht auf das Selbststudium für Pharmaceuten, Mediciner und Studirende. Springer, Berlin 1890 (Digitalisat)